# Hiroshi Neko
Kuniaki Takizaki (瀧﨑 邦明, nacido el 8 de agosto de 1977), más conocido como Hiroshi Neko (猫ひろし), es un cómico japonés que aprovecha su baja estatura y peso para interpretar a un gato en sus sketchs y apariciones varias. Si bien la comedia fue su salto a la fama, hoy se ha diversificado y ampliado su carrera como actor más allá del género que lo vio nacer. Asimismo, tiene gran pasión por el deporte, y compite profesionalmente en distintas pruebas de larga distancia. La maratón es su punto fuerte y prueba predilecta.

## Nacionalización camboyana
A fin de participar en los juegos olímpicos de Londres 2012, Hiroshi Neko, realizó todos los trámites para recibir la nacionalidad camboyana. En 2011 se hizo con ella. Al final, no pudo participar en las olimpiadas de 2012, pero participó en Río de Janeiro 2016 donde finalizó penúltimo.

## Filmografía
- Teppan Shoujo Akane!! (2006) Serie de TV
- Absolute Boyfriend (2008) Serie de TV
- Girl with frigidity in Tokyo (2009)
- The Hanawa Sisters (2011) Serie de TV
- Nuigulumar Z como Takeshi (2013)